# Lucas Pérez
Lucas Pérez Martínez (La Coruña, 10 de septiembre de 1988) es un futbolista español que juega como delantero y se encuentra sin equipo.

## Trayectoria

### Inicios
Se crio en el popular barrio de Monelos. Sobre este hecho afirma: 

El barrio te enseña a ser leal, la fidelidad, a defender tus raíces, te da identidad... La calle te enseña mucho y cada uno lo absorbe a su manera. A mí el fútbol me obsesionó y no esperé por nadie. Porque el fútbol, cuando lo vives así, te pide ser egoísta; en el sentido de ponerlo en el centro y echar a un lado el resto de tu vida. A los 16, mis amigos estaban aquí, saliendo de fiesta. Yo estaba en Vitoria y me llamaban para contármelo. No podía estar aquí con ellos y allí disfrutando los domingos de partido. Y elegí.

Lucas empezó como futbolista en el Victoria C. F., de donde Rubén Mato se lo llevó al Arteixo juvenil. Su actuación en Ponte dos Brozos despertó el interés de un entonces referente del fútbol base en España, el Deportivo Alavés, que veía en él una apuesta firme de futuro. Sin embargo, en 2007 Lucas decidió volver a casa. El Montañeros y el Órdenes se disputaron al jugador y hubo polémica entre ambos por una supuesta duplicidad de fichas. Finalmente, los verdillos ganaron el contencioso y tuvieron a su salvador de la temporada en un chaval todavía en edad juvenil.
En el verano en el que dio el salto, Lucas fue pretendido por varios clubes de tercera división, pero también despertó la atención de canteras ilustres. Al final fue la del Atlético de Madrid la que más convenció al zurdo, que durante dos años gozó de minutos en el equipo B y C colchonero.
Como no terminaba de dar el salto al siguiente equipo del Atlético de Madrid, fichó por el Rayo Vallecano "B" hasta 2011, llegando a jugar con el primer equipo siete partidos.

### Ucrania

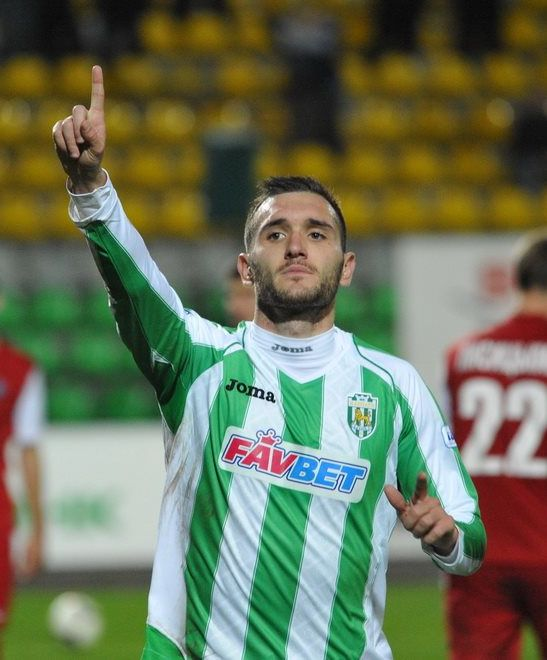
Lucas en el Karpaty.

En 2011 se fue a Ucrania tras impagos para fichar por el Karpaty Lviv, y dos años después por el Dinamo Kiev.

### PAOK Salónica F. C.
En el año 2013 ficha por el PAOK Salónica F. C. de Grecia y jugó allí un año.

### Deportivo de La Coruña

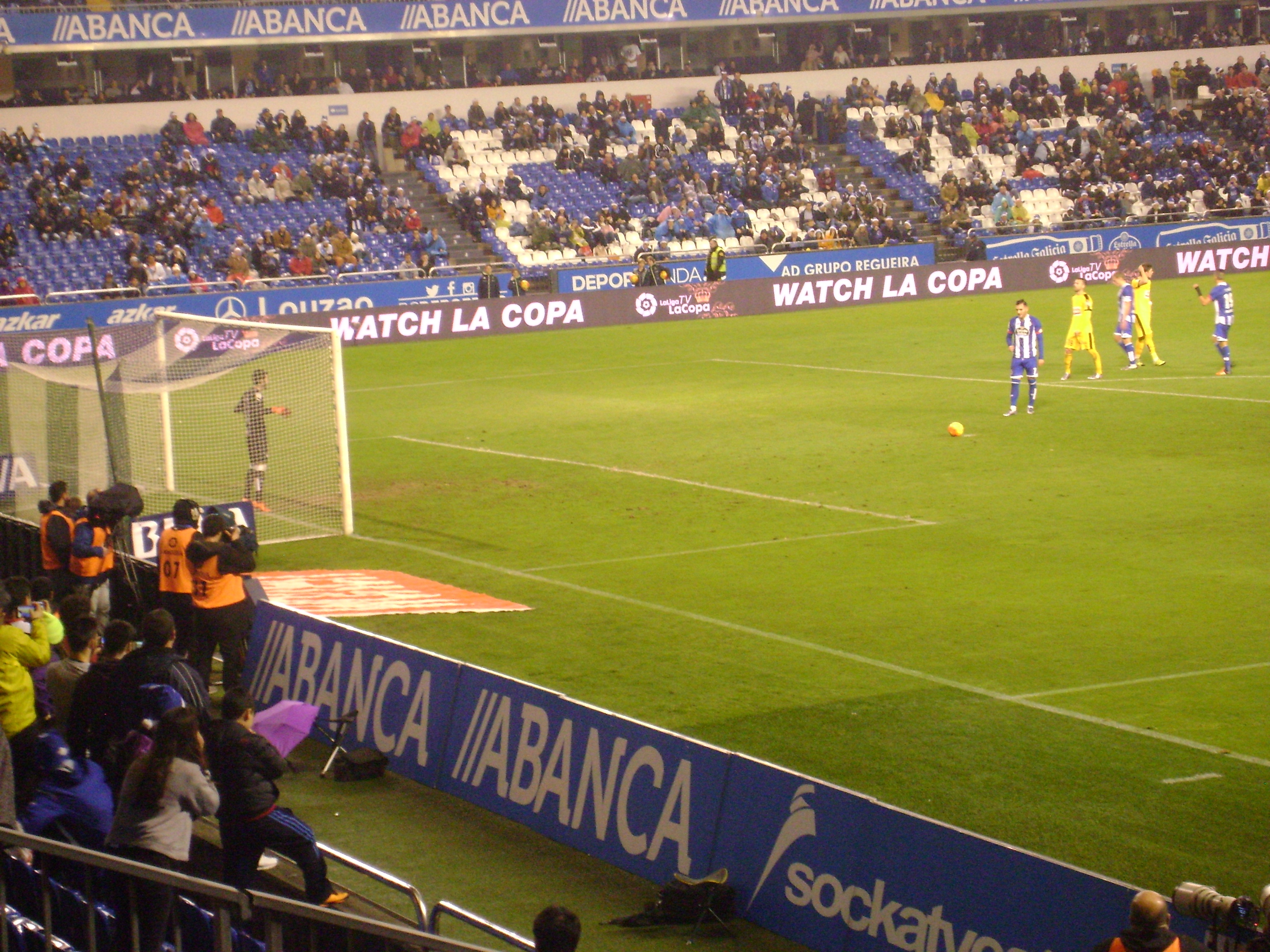
Lucas antes de lanzar un penalti en un Deportivo - Eibar en 2015.

El 18 de julio de 2014 se hizo oficial su cesión al Deportivo de La Coruña para la temporada 2014-15.
El 19 de octubre de 2014 en la jornada 8 de la Primera División y tras perderse por lesión las 7 jornadas anteriores, debutó en Riazor siendo titular y anotando el 2-0 contra el Valencia C. F.
El 1 de julio de 2015, tras finalizar el período de cesión en el Deportivo de La Coruña y no llegar a un acuerdo con el club griego, el jugador regresó al PAOK Salónica donde tenía contrato hasta junio de 2017. Tras jugar dos partidos de la Liga Europa y marcar un gol en cada uno de ellos, el 12 de agosto de 2015 volvió al Depor, esta vez traspasado por el coste de 1,5 millones de euros, para las próximas cuatro temporadas.
El 19 de diciembre de 2015, tras marcar un penalti a la S. D. Eibar que el propio Lucas provocó, y poner el 1-0 en el marcador, igualó el récord de Bebeto de marcar en 7 jornadas seguidas con el Deportivo de La Coruña.
El 8 de enero de 2016 fue nombrado como el mejor jugador de La Liga en el mes de diciembre al marcar tres goles y dar una asistencia en cuatro partidos e igualar el récord de Bebeto.
El 2 de abril de 2016 en un derbi frente al Celta de Vigo en Balaídos, y debido a la lesión del portero Germán Lux que hasta ese momento era el capitán del equipo en el campo, lució por primera vez en su carrera el brazalete de capitán del Deportivo en un partido oficial de Liga. En dicho día cumplió 50 partidos oficiales vistiendo la camiseta del Deportivo de La Coruña.

### Arsenal F. C.
El 30 de agosto de 2016 se hizo oficial su fichaje por el Arsenal F. C. al abonar el club inglés los 20 000 000 € de su cláusula de rescisión.
El 10 de septiembre de 2016 debutó en la Premier League como titular en un partido contra el Southampton F. C., siendo sustituido en el minuto 64 por el delantero francés Olivier Giroud. Tras ir perdiendo ese partido 0-1, el Arsenal acabaría ganando 2-1.
El 20 de septiembre de 2016 marcó sus dos primeros goles con la camiseta del Arsenal en un partido de la Copa de la Liga de Inglaterra frente al Nottingham Forest. El partido acabó 0-4.
El 6 de diciembre marcó su primer hat-trick con el club en la victoria 4 a 1 en su visita al F. C. Basilea por la Liga de Campeones 2016-17.
Al finalizar la temporada jugó poco más de mil minutos repartidos en 22 partidos, en los que marcó ocho goles y dio seis asistencias.

### Deportivo de La Coruña
El 31 de agosto se hizo oficial su llegada al Deportivo en calidad de cedido para la temporada 2017-18. Al final de la misma el equipo descendió a Segunda División.

### West Ham y regreso a España
El 9 de agosto de 2018 se hizo oficial su fichaje por el West Ham United F. C. por tres temporadas. Cumplió una de ellas, ya que el 3 de junio de 2019 se hizo oficial su fichaje por el Deportivo Alavés, firmando también por tres años. Después de cumplir dos de ellos, en agosto de 2021 llegó a un acuerdo para rescindir su contrato.
El 31 de agosto firmó con el Elche C. F. por una temporada. No la cumplió, ya que cinco meses después se fue traspasado al Cádiz C. F. con el que acordó un contrato de año y medio. El 18 de abril marcó el único gol de la victoria ante el F. C. Barcelona en el Camp Nou, siendo esta la primera vez en toda la historia que el conjunto gaditano ganaba en ese estadio.

### Deportivo de La Coruña

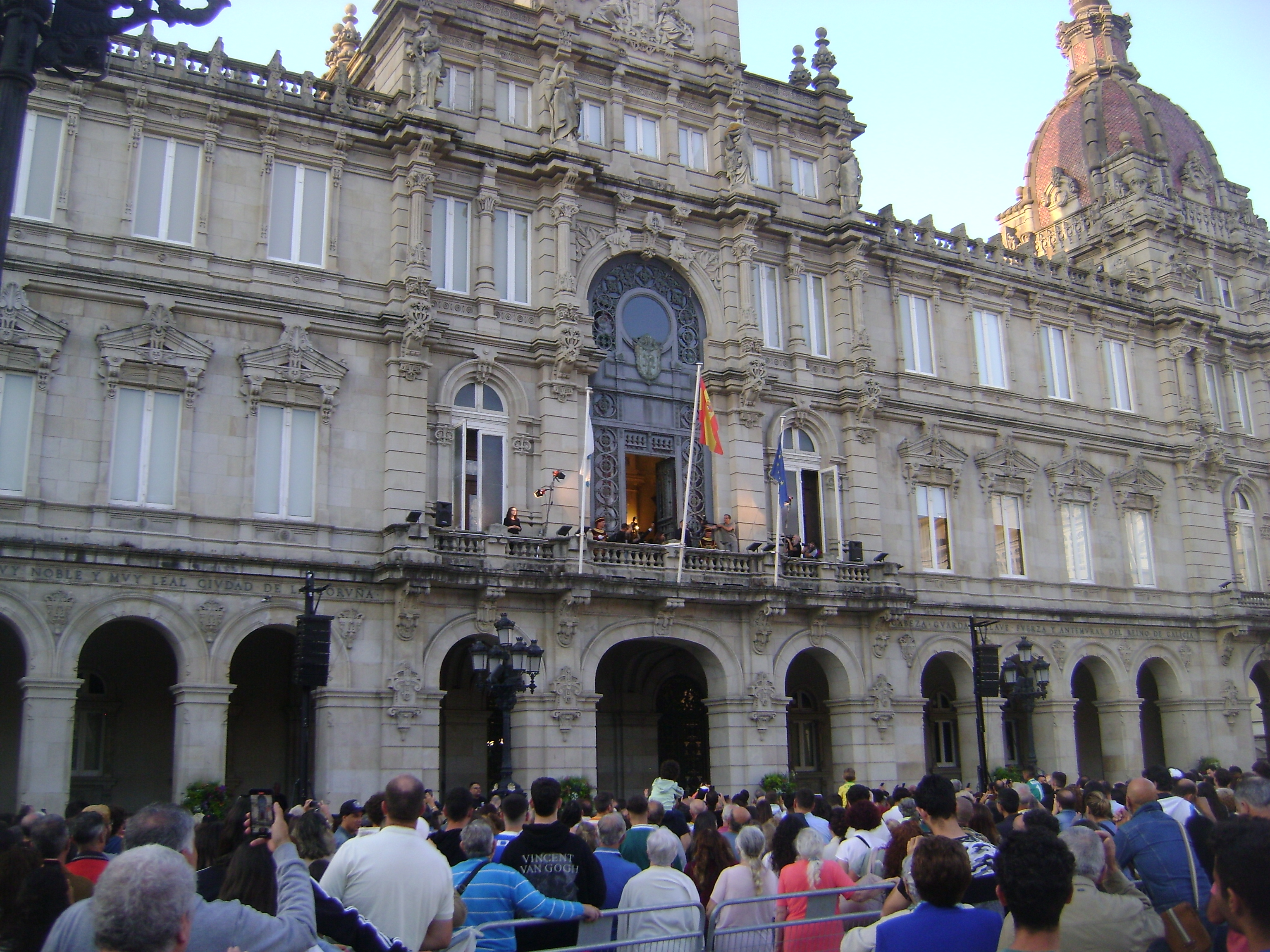
Pregón de Lucas en las Fiestas de María Pita 2024.

El 31 de diciembre de 2022 se anunció su regreso al Deportivo de La Coruña, firmando por lo que restaba de temporada y una más. El fichaje se produjo por la cantidad de un millón de euros, de los cuales 493 000 pagados por el propio jugador y 507 000 por el Deportivo de La Coruña. En esta tercera etapa en el club ayudó a conseguir el ascenso a la Segunda División en la campaña 2023-24. Siguió seis meses más y en enero de 2025 llegó a un acuerdo para rescindir el contrato. En su despedida dijo que había decidido marcharse por motivos personales.
Un mes después de dejar La Coruña, se unió al PSV Eindhoven hasta el final de la temporada. Al finalizar la misma se desvinculó del club. Entonces volvió a Galicia y empezó a entrenar con el Racing Club de Ferrol.

## Vida personal
Fue abandonado por sus padres en un orfanato a los dos años y fue criado por sus abuelos. Sus padres regresaron más tarde a su vida, pidiéndole grandes sumas de dinero por su éxito.
El 24 de marzo de 2025 anunció que padecía tuberculosis. El 28 de mayo se anunció se había superado la infección.

## Estadísticas

### Clubes
Actualizado al último partido disputado el 15 de marzo de 2025.
| Club | Div.          | Temporada     | Liga  | Liga  | Copas nacionales(1) | Copas nacionales(1) | Torneos internacionales(2) | Torneos internacionales(2) | Total | Total |
| Club | Div.          | Temporada     | Part. | Goles | Part.               | Goles               | Part.                      | Goles                      | Part. | Goles |
| --- | ------------- | ------------- | ----- | ----- | ------------------- | ------------------- | -------------------------- | -------------------------- | ----- | ----- |
| Rayo Vallecano · España | 2.ª           | 2009-10       | 2     | 0     | 0                   | 0                   | —                          | —                          | 2     | 0     |
| Rayo Vallecano · España | 2.ª           | 2010-11       | 5     | 1     | 0                   | 0                   | —                          | —                          | 5     | 1     |
| Rayo Vallecano · España | Total club    | Total club    | 7     | 1     | 0                   | 0                   | —                          | —                          | 7     | 1     |
| F. K. Karpaty Lviv · Ucrania | 1.ª           | 2010-11       | 8     | 0     | 0                   | 0                   | —                          | —                          | 8     | 0     |
| F. K. Karpaty Lviv · Ucrania | 1.ª           | 2011-12       | 26    | 6     | 4                   | 0                   | 4                          | 1                          | 34    | 7     |
| F. K. Karpaty Lviv · Ucrania | 1.ª           | 2012-13       | 17    | 8     | 1                   | 0                   | —                          | —                          | 18    | 8     |
| F. K. Karpaty Lviv · Ucrania | Total club    | Total club    | 51    | 14    | 5                   | 0                   | 4                          | 1                          | 60    | 15    |
| F. C. Dinamo de Kiev · Ucrania | 1.ª           | 2012-13       | 0     | 0     | 0                   | 0                   | 0                          | 0                          | 0     | 0     |
| F. C. Dinamo de Kiev · Ucrania | Total club    | Total club    | 0     | 0     | 0                   | 0                   | 0                          | 0                          | 0     | 0     |
| PAOK de Salónica F. C. · Grecia | 1.ª           | 2013-14       | 32    | 9     | 6                   | 0                   | 12                         | 1                          | 50    | 10    |
| PAOK de Salónica F. C. · Grecia | 1.ª           | 2015-16       | —     | —     | —                   | —                   | 2                          | 2                          | 2     | 2     |
| PAOK de Salónica F. C. · Grecia | Total club    | Total club    | 32    | 9     | 6                   | 0                   | 14                         | 3                          | 52    | 12    |
| R. C. Deportivo de La Coruña · España | 1.ª           | 2014-15       | 21    | 5     | 0                   | 0                   | —                          | —                          | 21    | 5     |
| R. C. Deportivo de La Coruña · España | 1.ª           | 2015-16       | 36    | 17    | 1                   | 1                   | —                          | —                          | 37    | 18    |
| R. C. Deportivo de La Coruña · España | 1.ª           | 2016-17       | 1     | 1     | —                   | —                   | —                          | —                          | 1     | 1     |
| Arsenal F. C. Inglaterra | 1.ª           | 2016-17       | 11    | 1     | 7                   | 3                   | 3                          | 3                          | 21    | 7     |
| Arsenal F. C. Inglaterra | Total club    | Total club    | 11    | 1     | 7                   | 3                   | 3                          | 3                          | 21    | 7     |
| R. C. Deportivo de La Coruña · España | 1.ª           | 2017-18       | 35    | 8     | 2                   | 1                   | —                          | —                          | 37    | 9     |
| West Ham United F. C. Inglaterra | 1.ª           | 2018-19       | 15    | 3     | 4                   | 3                   | —                          | —                          | 19    | 6     |
| West Ham United F. C. Inglaterra | Total club    | Total club    | 15    | 3     | 4                   | 3                   | —                          | —                          | 19    | 6     |
| Deportivo Alavés · España | 1.ª           | 2019-20       | 34    | 11    | 0                   | 0                   | —                          | —                          | 34    | 11    |
| Deportivo Alavés · España | 1.ª           | 2020-21       | 28    | 4     | 0                   | 0                   | —                          | —                          | 28    | 4     |
| Deportivo Alavés · España | Total club    | Total club    | 62    | 15    | 0                   | 0                   | —                          | —                          | 62    | 15    |
| Elche C. F. · España | 1.ª           | 2021-22       | 18    | 2     | 1                   | 0                   | —                          | —                          | 19    | 2     |
| Elche C. F. · España | Total club    | Total club    | 18    | 2     | 1                   | 0                   | —                          | —                          | 19    | 2     |
| Cádiz C. F. · España | 1.ª           | 2021-22       | 15    | 3     | 1                   | 1                   | —                          | —                          | 16    | 4     |
| Cádiz C. F. · España | 1.ª           | 2022-23       | 14    | 3     | 1                   | 1                   | —                          | —                          | 15    | 4     |
| Cádiz C. F. · España | Total club    | Total club    | 29    | 6     | 2                   | 2                   | —                          | —                          | 31    | 8     |
| R. C. Deportivo de La Coruña · España | 1.ª F         | 2022-23       | 21    | 9     | —                   | —                   | —                          | —                          | 21    | 9     |
| R. C. Deportivo de La Coruña · España | 1.ª F         | 2023-24       | 33    | 15    | 2                   | 1                   | —                          | —                          | 35    | 16    |
| R. C. Deportivo de La Coruña · España | 2.ª           | 2024-25       | 19    | 4     | 1                   | 0                   | —                          | —                          | 20    | 4     |
| R. C. Deportivo de La Coruña · España | Total club    | Total club    | 166   | 60    | 6                   | 2                   | —                          | —                          | 172   | 62    |
| PSV Eindhoven · Países Bajos | 1.ª           | 2024-25       | 2     | 0     | 1                   | 0                   | —                          | —                          | 3     | 0     |
| PSV Eindhoven · Países Bajos | Total club    | Total club    | 2     | 0     | 1                   | 0                   | —                          | —                          | 3     | 0     |
| Total carrera | Total carrera | Total carrera | 393   | 111   | 32                  | 10                  | 21                         | 7                          | 446   | 128   |
| (1) Incluye datos de la Copa del Rey, Copa de Ucrania, Copa de Grecia, Copa de la Liga de Inglaterra, FA Cup y Copa de los Países Bajos. (2) Incluye datos de la Liga de Campeones de la UEFA (2013-14) / Liga Europa de la UEFA (2011-15). |               |               |       |       |                     |                     |                            |                            |       |       |

### Hat-tricks
| 1 | 4 de noviembre de 2012  | Lviv Arena, Leópolis    | FK Karpaty Lviv - Kryvbas      |  | 6 - 0 | Liga Premier 2012-13      |
| 2 | 6 de diciembre de 2016  | St. Jakob Park, Basilea | Basel - Arsenal                |  | 1 - 4 | Liga de Campeones 2016-17 |
| 3 | 30 de noviembre de 2024 | Nuevo Mirandilla, Cádiz | Cádiz - Deportivo de La Coruña |  | 2 - 4 | Segunda División 2024-25  |

## Palmarés

### Campeonatos nacionales
| Título           | Club          | País         | Año  |
| ---------------- | ------------- | ------------ | ---- |
| FA Cup           | Arsenal F. C. | Inglaterra   | 2017 |
| Community Shield | Arsenal F. C. | Inglaterra   | 2017 |
| Eredivisie       | PSV Eindhoven | Países Bajos | 2025 |